# 金瓜
金瓜（学名：Trichosanthes costata），又名裸瓣瓜，为葫芦科栝楼属下的一种一年生藤本植物，原產於中國南部及南亞。單葉互生，葉卵形或三角形，具有三至五裂，葉緣有不規則的鋸齒。花為單性花，雌雄同株。結橢圓形瓠果，果有十稜，成熟後呈橘紅色。有時歸類為金瓜属（Gymnopetalum），但已知金瓜属是栝楼属的異名。